# Gira La Magia de Broadway
La Gira "La Magia de Broadway es la sexta gira, como solista, de la cantante Marta Sánchez donde interpreta clásicos de otros musicales como Evita, Jesucristo Superstar, Los miserables o West Side Story. 

## Fechas de la gira
| Fecha                | País   | Ciudad        |
| -------------------- | ------ | ------------- |
| 28 de abril de 2000  | España | Bilbao        |
| 29 de abril de 2000  | España | Bilbao        |
| 30 de abril de 2000  | España | Bilbao        |
| 1 de mayo de 2000    | España | Bilbao        |
| 20 de mayo de 2000   | España | Toledo        |
| 21 de mayo de 2000   | España | Toledo        |
| 25 de mayo de 2000   | España | Madrid        |
| 26 de mayo de 2000   | España | Madrid        |
| 27 de mayo de 2000   | España | Madrid        |
| 28 de mayo de 2000   | España | Madrid        |
| 29 de mayo de 2000   | España | Madrid        |
| 30 de mayo de 2000   | España | Madrid        |
| 31 de mayo de 2000   | España | Madrid        |
| 1 de junio de 2000   | España | Madrid        |
| 2 de junio de 2000   | España | Madrid        |
| 3 de junio de 2000   | España | Madrid        |
| 4 de junio de 2000   | España | Madrid        |
| 14 de julio de 2000  | España | La Coruña     |
| 25 de agosto de 2000 | España | San Sebastián |
| 26 de agosto de 2000 | España | San Sebastián |
| 27 de agosto de 2000 | España | San Sebastián |

- Datos: Q25408467